# Chelvey
Chelvey – wieś w Anglii, w Somerset, w dystrykcie (unitary authority) North Somerset. W 1881 roku civil parish liczyła 42 mieszkańców. Chelvey jest wspomniana w Domesday Book (1086) jako Caluiche/Caluica/Celuia.